# ユーライ・オントコ
ユーライ・オントコ（Juraj Ontko 1964年12月23日 - ）は、スロバキアのジリナ県リプトフスキー・ミクラーシュ出身のカヌースラローム選手、指導者。
カヌースラローム世界選手権で5個のメダルを獲得している。1992年バルセロナオリンピックにも選手として出場した。
2008年の北京オリンピックでは日本選手団のコーチを務めた。